# Palheta livre

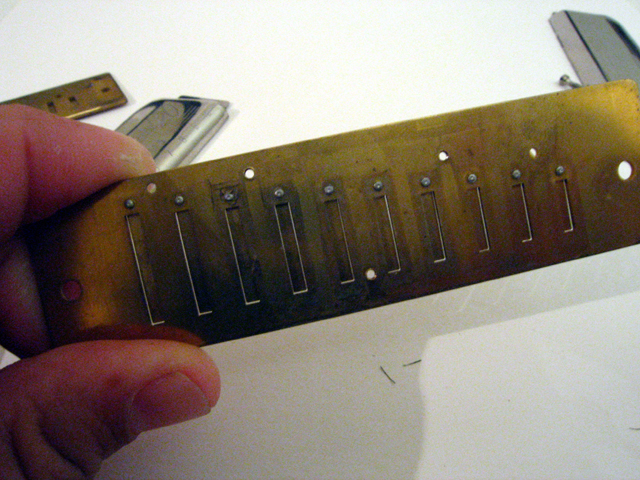
Placa de palhetas de uma gaita diatônica

Instrumentos de palheta livre são instrumentos musicais aerofones cujo som é produzido pela vibração de palhetas dentro de uma fresta. São instrumentos de palheta livre, o sheng, a gaita, o acordeão, a concertina, o bandoneon, o harmônio, entre outros.
As palhetas são finas lâminas retangulares de metal ou madeira que são montadas sobre uma placa de suporte. Para cada palheta, existe na placa uma fresta com o tamanho exato para que a palheta possa se movimentar livremente dentro dela sem que haja folgas. Os instrumentos de palhetas livres possuem placas onde várias palhetas são dispostas e orifícios ou mecanismos que direcionam o ar através de cada uma das palhetas. No caso das gaitas e do sheng, cada palheta está dentro de um orifício e o músico direciona o ar para cada palheta com seu sopro. Nos instrumentos de teclado, como o acordeão, os orifícios são bloqueados por válvulas. Ao pressionar uma tecla, a válvula correspondente é aberta permitindo que o ar passe através da palheta e produza o som.
Quando o músico sopra em uma gaita ou fecha o fole do acordeão pressionando uma tecla, o único caminho de saída do ar é através das palhetas, que se curvam para permitir a passagem do ar. Quando isso acontece, a resistência do ar diminui e a força já não é mais suficiente para manter a palheta curvada. Pela elasticidade do material ela volta à posição original fechando novamente a fresta. O processo todo se repete e a vibração da palheta produz um som audível. O mesmo ocorre quando o músico suga o ar ou abre o fole. Em alguns instrumentos é produzida uma nota diferente ao soprar e sugar o ar (ou ao abrir e fechar o fole). São assim as gaitas e as concertinas. Nestes casos há duas palhetas em cada orifício e cada uma toca em um sentido de passagem. Em outros, como o acordeão, só há uma palheta em cada orifício e a mesma nota é produzida independente do sentido de passagem do ar
As figuras abaixo demonstram essa sequência em um corte de uma placa de palhetas. Note que embora um dos lados da figura esteja aberto para maior clareza, na verdade a palheta cobre todo o orifício:
| 1. A palheta tem tamanho igual ao furo da placa, que fica praticamente vedada quando a palheta está em repouso.                                                      | 2. Quando o instrumentista sopra ou suga o ar, o furo direciona o ar que empurra a palheta. |
| 3. A palheta se curva, permitindo que o ar passe pela fresta aberta. Isso diminui a força do ar e a força elástica da palheta começa a empurrá-la na direção oposta. | 4. Por inércia a palheta vibra em direção oposta ao fluxo do ar.                            |
| 5. novamente volta a fechar a fresta reiniciando o ciclo. |                                                                                             |

A amplitude total do movimento da palheta é determinada pela intensidade do sopro ou sucção. A frequência sonora é definida pelo tamanho e pela massa da palheta, por isso cada uma tem o tamanho diferente das demais. Para afinar um desses instrumentos é necessário limar a palheta em certos pontos para diminuir a massa ou aumentar a flexibilidade da palheta. Mas esse processo tem limites. Quando a afinação não é mais possível, a palheta inteira deve ser substituída.